# Tham & Videgård
Tham & Videgård ist ein schwedisches Architekturbüro, das 1999 von Bolle Tham und Martin Videgård in Stockholm gegründet wurde.

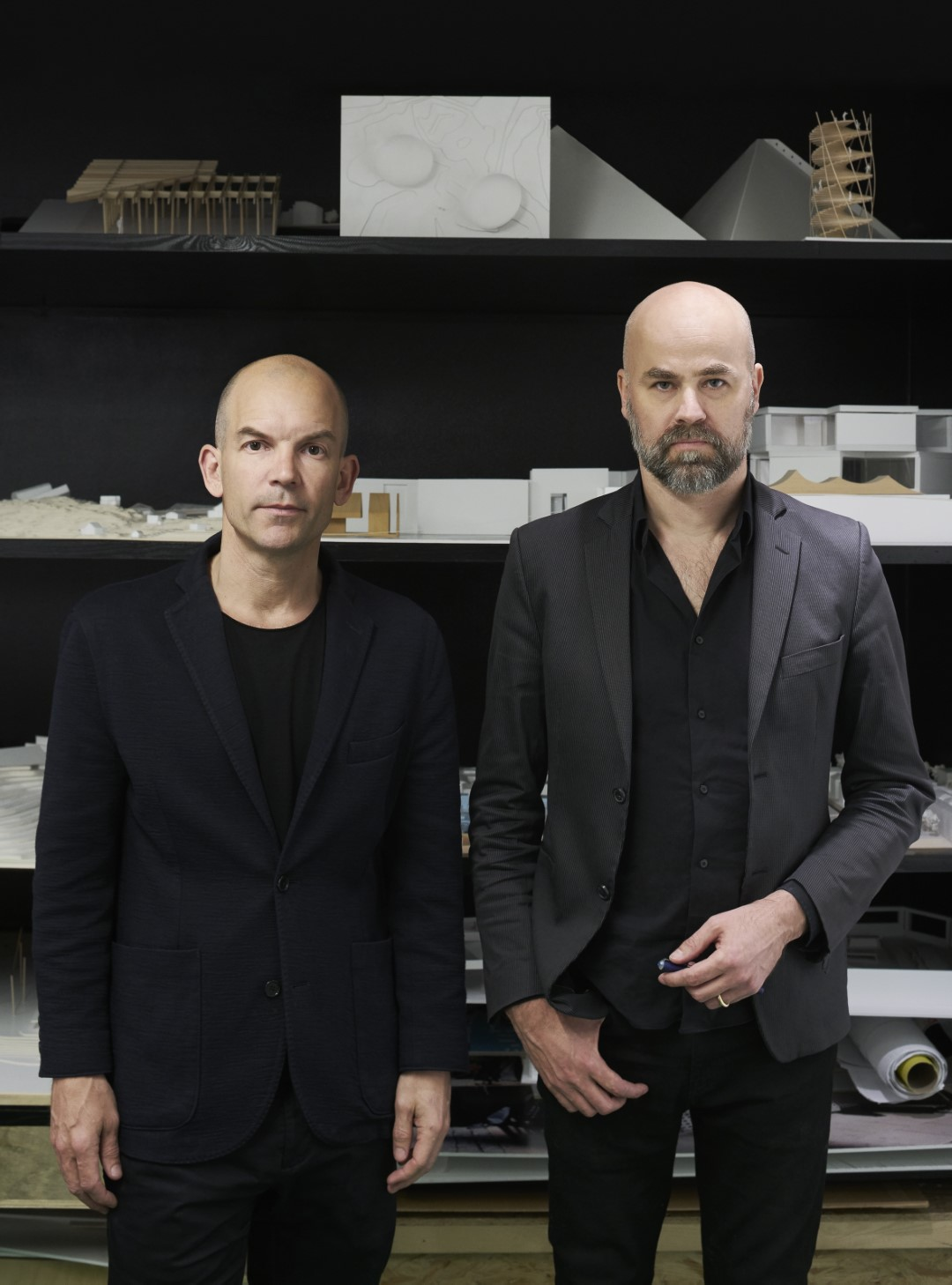
Bolle Tham und Martin Videgård

## Partner

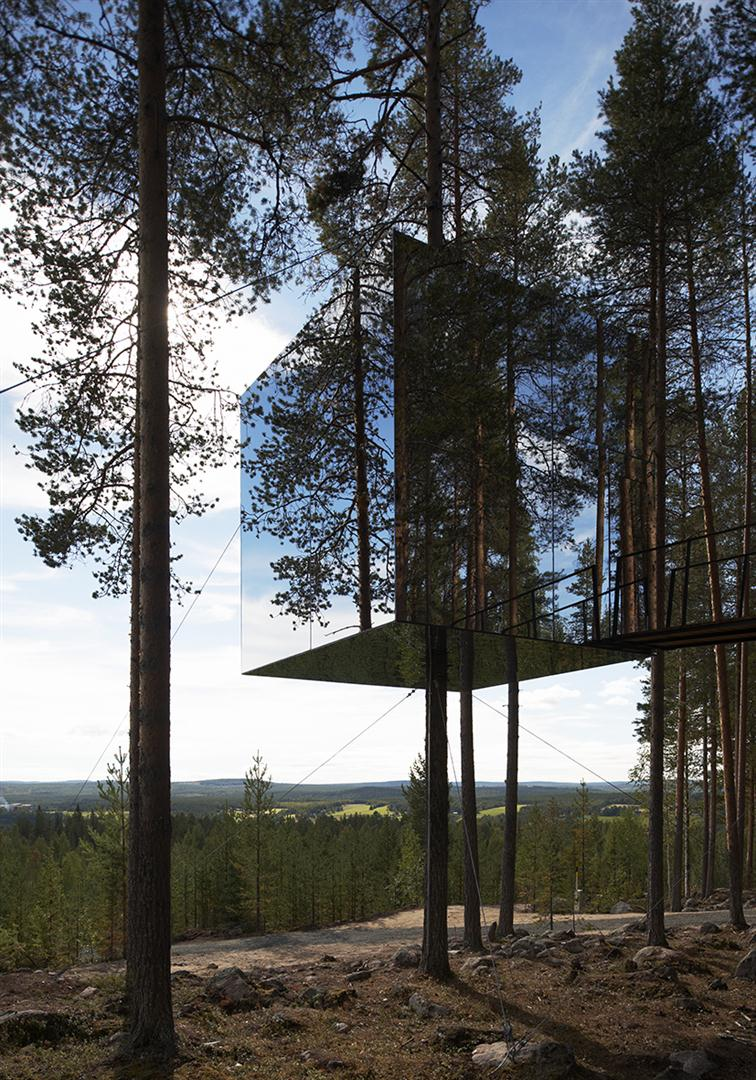
Treehotel, Harads

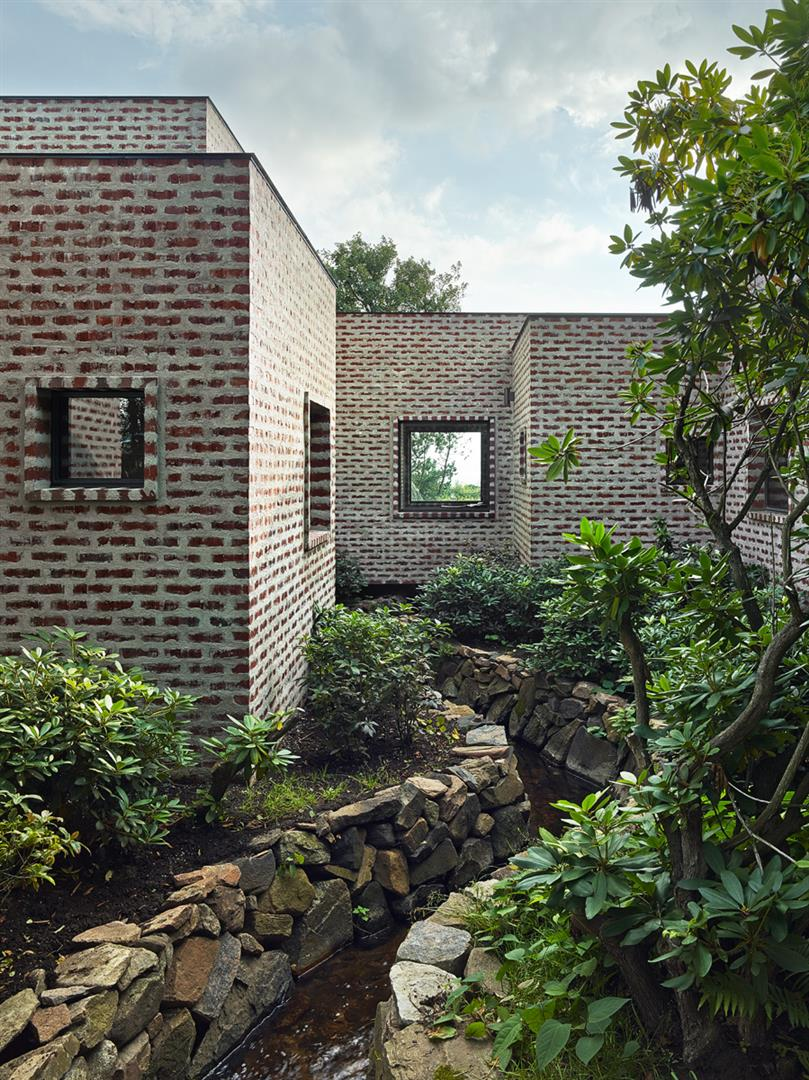
Creek-Haus

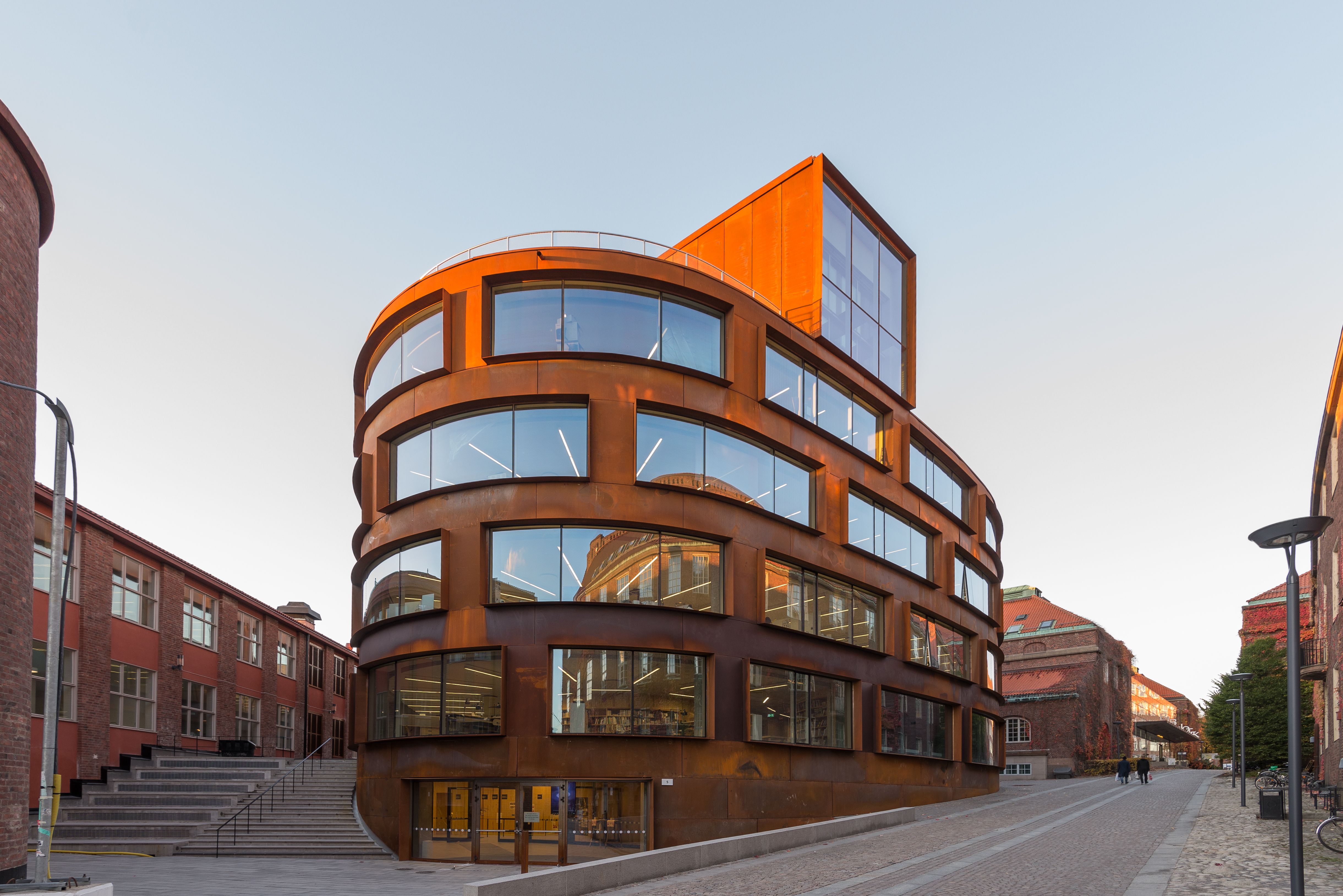
KTH School of Architecture Stockholm

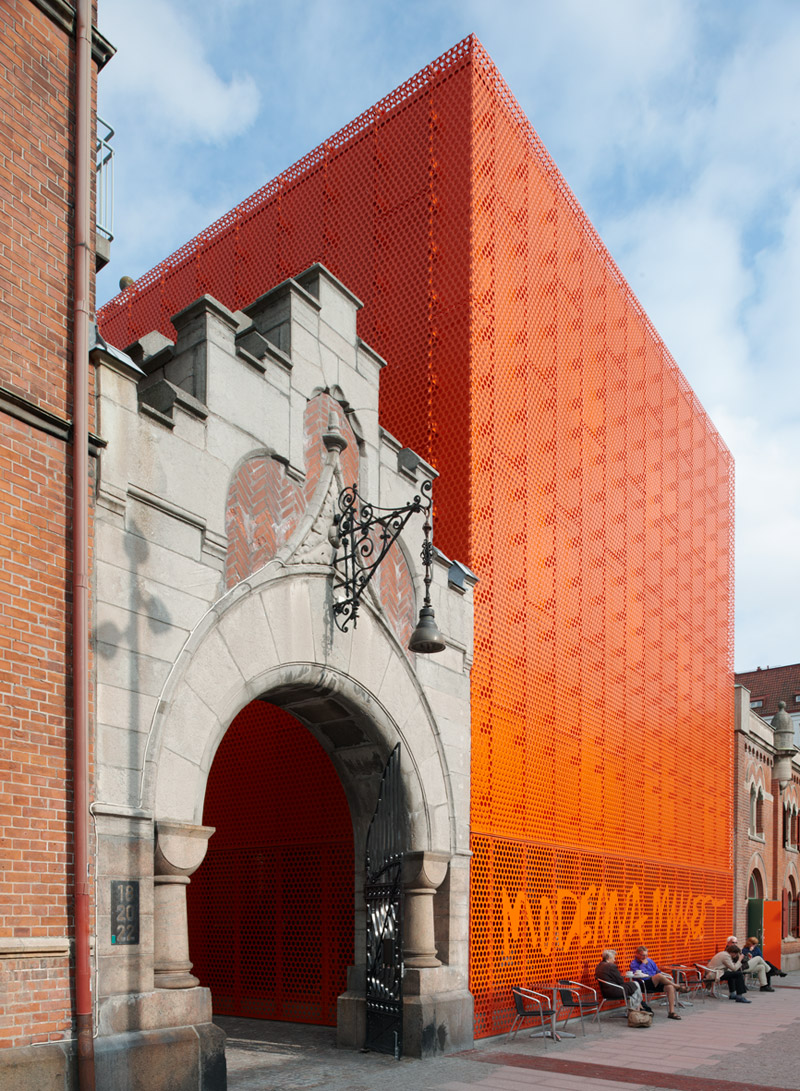
Moderna Museum Malmö

Martin Videgård (* 13. November 1968 in Schweden) studierte Architektur am Royal Institute of Technology Stockholm (1994–1997) und an der Universität Porto (1996) und Innenarchitektur an der Konstfack University of Arts, Crafts and Design (1992–1994). Videgård arbeitete zwischen 1987 und 1988 bei Can Arkitektkontor, zwischen 1989 und 1990 bei Berg Arkitektkontor, 1995 bei Nyrens Arkitekter und zwischen 1997 und 1999 bei Wilhelmson Arkitekter.
Bolle Tham (* 24. Februar 1970 in Schweden) studierte Architektur am Royal Institute of Technology Stockholm (1991–1997), am Royal Institute of Arts Stockholm (1998–1999), der Ecole d’Architecture de Paris Belleville (1994–1995) und an der International Laboratory for Architecture and Urban Design San Marino /Urbino (1996). Tham arbeitete zwischen 1994 und 1995 bei Reichen & Robert Architectes in Paris und zwischen 1996 und 1999 selbständig.

Bolle Tham und Martin Videgård sind seit 2016 Mitglieder der Königlich Schwedischen Akademie der Schönen Künste und lehrten als Internationale Gastprofessoren an der Peter Behrens School of Arts (2014–2015).

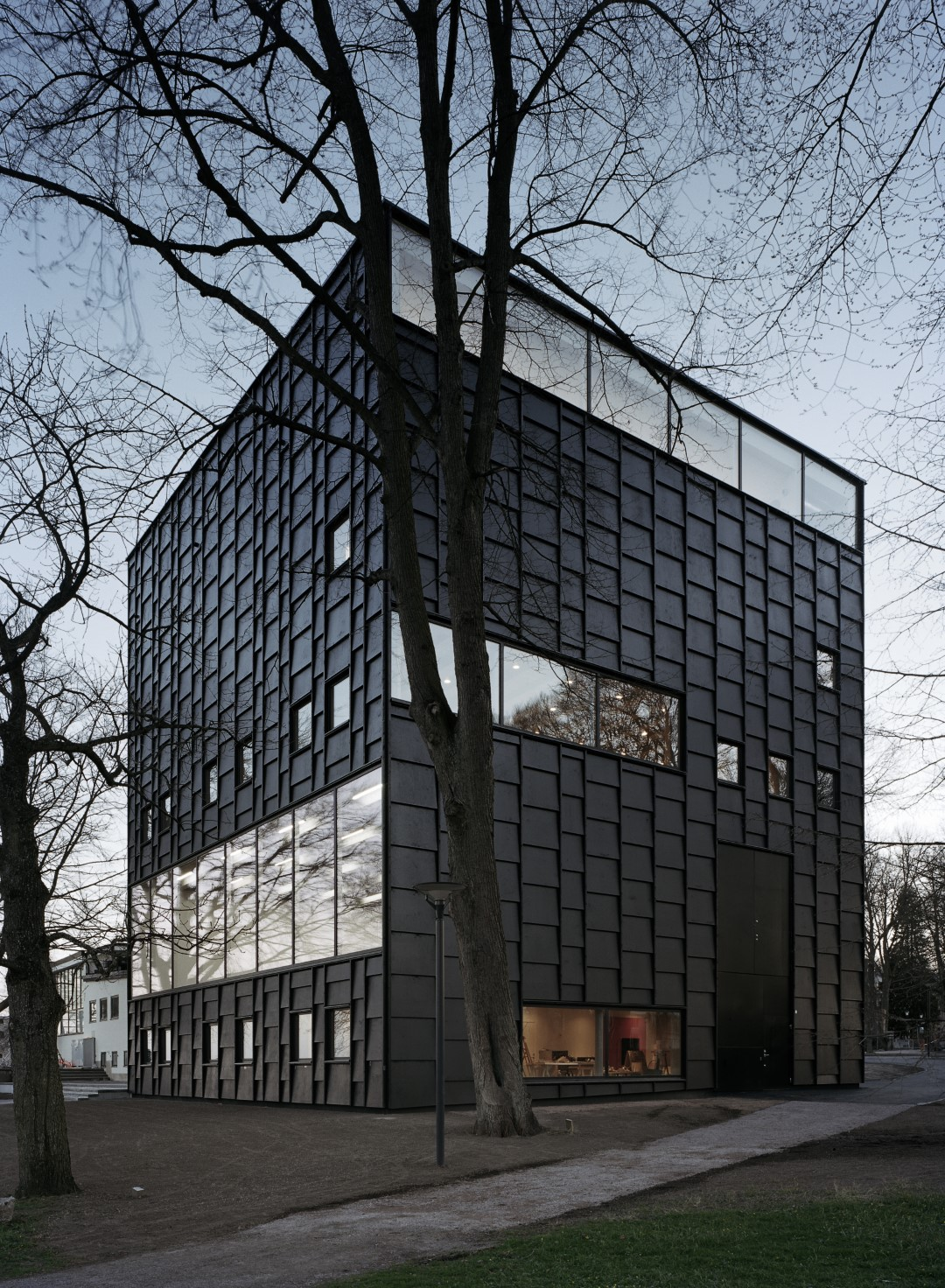
Kunstmuseum Kalmar

## Bauwerke (Auswahl)
- 2001: Hauptsitz und Ausstellungsraum von Snowcrash, Hammarby
- 2002: Villa Karlsson, Tidö-Lindö
- 2005: Doppelhaus, Danderyd
- 2005: Villa K, Stocksund
- 2006: Archipelhaus
- 2008: Sommerhaus Söderöra
- 2008: Humlegården-Wohnung, Stockholm
- 2005–2008: Kunstmuseum Kalmar
- 2008–2010: Treehotel, Harads[2]
- 2010: Tellus / Paletten Vorschule, Stockholm
- 2012: Sommerhaus Lagnö[3][4]
- 2013: Creek-Haus
- 2014: Inselhäuser, Styrsö
- 2012–2015: KTH School of Architecture Stockholm[5][6]
- 2015: Wohnungsbau Västra kajen, Jönköping
- 2015: Åhlénshuset Uppsala
- 2015: Sommerhaus Krokholmen
- 2017: Alma, Nybrogatan
- 2019: Moderna Museet Malmö[7][8]

## Auszeichnungen und Preise
- 2008: Kasper Salin Preis für Kunstmuseum Kalmar
- 2009: Shortlist – Mies-van-der-Rohe-Preis für Kunstmuseum Kalmar[9]
- 2012: ECOLA Award für Atrium House
- 2014: Silbermedaille – Fritz-Höger-Preis für Backstein-Architektur für Creek house[10]
- 2015: Kasper Salin Preis für KTH School of Architecture Stockholm
- 2016: Goldener Löwe Cannes für the Hemnet Home
- 2020: 1. Preis AIT Award für Stenhöga Offices building

## Ausstellungen
- 2008, 2010, 2014: Architekturbiennale Venedig
- 2010: Triennale Lissabon
- 2010: Victoria & Albert Museum London
- 2011, 2012: Louisiana Museum of Modern Art Dänemark
- 2017: Chicago Architecture Biennial
- 2019: Bienal Internacional de Arquitectura in Buenos Aires
- 2022–2023: Retrospektive, ArkDes (Schwedens nationalem Zentrum für Architektur und Design)

## Bücher
- Johan Linton (Hg.): Out of the Real. Tham & Videgard Arkitekter. Birkhäuser Verlag, Basel 2010
- a.mag 05 Tham & Videgård | Johannes Norlander | in praise of shadows | PETRA 2014
- El Croquis 188 Tham & Videgård 2005–2017
- Luis Fernández-Galiano (Hg.): AV Projectos 097: Tham & Videgard. Aquitectura Viva SL, Spanien 2020
- Tham & Videgard – On: Architecture. Art & Theory Publishing, Schweden 2023

## Filmografie
- 2012: Treehotel in Schweden: Übernachten im Design-Baumhaus | euromaxx